# Лозанна (станція)
Лозáнна (фр. Gare de Lausanne) — вузлова пасажирська залізнична станція Швейцарських федеральних залізниць. Розташована в місті Лозанна, кантон Во, Швейцарія.
Вокзал станції Лозанна знаходиться між Женевським озером та центром міста.

## Історія
Станція Лозанна побудована у 1856 році Західно-Швейцарською компанією, що існувала тоді. У 1906 році був оголошений конкурс на зведення нового вокзалу, фасад якого мав бути гідним, але не розкішним, перевага за матеріалом віддавалася місцевому каменю. Конкурс виграли архітектурні майстерні Monod & Laverrière та Taillens & Dubois. Будівництво вокзалу в стилі модерн тривало впродовж 1911—1916 років.
У 1992—1996 роках на вокзалі було проведено капітальний ремонт.
У 1984 році на станцію прибув перший швидкісний поїзд TGV.
У 2008 році на Вокзальній площі була відкрита станція  «Lausanne Gare».

## Пасажирське сполучення
Зі станції відправляються пасажирські поїзди у чотирьох напрямках Швейцарії: на Берн, Женеву, Ольтен та Домодоссолу.
На території залізничного вокзалу цілодобово працює туристичний офіс. Тут розташовані пункт пошуку втраченого багажу, монетні шафи та камери зберігання вантажів, які працюють щоденно з 08:30 до 19;00, у неділю з 08:00 до 19:40.
Прибули туристи мають можливість скористатися послугами з оренди автомобіля. Час роботи — щоденно з 07:30 до 19:00.